# Skilanglauf-Slavic-Cup 2019/20
Der Skilanglauf-Slavic-Cup 2019/20 war eine von der FIS organisierte Wettkampfserie, die zum Unterbau des Skilanglauf-Weltcups 2019/20 gehörte. Sie sollte am 14. Dezember 2019 in Zakopane beginnen und am 22. März 2020 an der Skalka in den Kremnitzer Bergen enden. Da die Wettbewerbe in Zakopane zu Saisonbeginn und in Skalka zu Saisonende allesamt abgesagt wurden, begann die Saison nun am 28. Dezember und endete am 9. Februar jeweils in Štrbské Pleso in der Slowakei. Titelverteidiger in der Gesamtwertung der Männer ist der Slowake Ján Koristek und bei den Frauen die Polin Izabela Marcisz. Die Gesamtwertung gewann der Pole Mateusz Haratyk. Bei den Frauen wurde Magdalena Kobielusz Erste, die drei der insgesamt sechs Rennen gewann.

## Männer

### Resultate
| 1. Slavic-Cup in Zakopane, 14. bis 15. Dezember 2019 | 1. Slavic-Cup in Zakopane, 14. bis 15. Dezember 2019 | 1. Slavic-Cup in Zakopane, 14. bis 15. Dezember 2019 | 1. Slavic-Cup in Zakopane, 14. bis 15. Dezember 2019 | 1. Slavic-Cup in Zakopane, 14. bis 15. Dezember 2019 |
| ---------------------------------------------------- | ---------------------------------------------------- | ---------------------------------------------------- | ---------------------------------------------------- | ---------------------------------------------------- |
| Datum                                                | Disziplin                                            | Erster Platz                                         | Zweiter Platz                                        | Dritter Platz                                        |
| 14. Dezember 2019                                    | 10 km klassisch                                      | Wettkampf abgesagt                                   | Wettkampf abgesagt                                   | Wettkampf abgesagt                                   |
| 15. Dezember 2019                                    | 15 km Freistil                                       | Wettkampf abgesagt                                   | Wettkampf abgesagt                                   | Wettkampf abgesagt                                   |

| 2. Slavic-Cup in Štrbské Pleso, 28. bis 29. Dezember 2019 | 2. Slavic-Cup in Štrbské Pleso, 28. bis 29. Dezember 2019 | 2. Slavic-Cup in Štrbské Pleso, 28. bis 29. Dezember 2019 | 2. Slavic-Cup in Štrbské Pleso, 28. bis 29. Dezember 2019 | 2. Slavic-Cup in Štrbské Pleso, 28. bis 29. Dezember 2019 |
| --------------------------------------------------------- | --------------------------------------------------------- | --------------------------------------------------------- | --------------------------------------------------------- | --------------------------------------------------------- |
| Datum                                                     | Disziplin                                                 | Erster Platz                                              | Zweiter Platz                                             | Dritter Platz                                             |
| 28. Dezember 2019                                         | Sprint Freistil                                           | Luděk Šeller                                              | Peter Mlynár                                              | Mateusz Haratyk                                           |
| 29. Dezember 2019                                         | 10 km klassisch                                           | Peter Mlynár                                              | Mateusz Haratyk                                           | Jan Antolec                                               |

| 3. Slavic-Cup in Zakopane, 1. bis 2. Februar 2020 | 3. Slavic-Cup in Zakopane, 1. bis 2. Februar 2020 | 3. Slavic-Cup in Zakopane, 1. bis 2. Februar 2020 | 3. Slavic-Cup in Zakopane, 1. bis 2. Februar 2020 | 3. Slavic-Cup in Zakopane, 1. bis 2. Februar 2020 |
| ------------------------------------------------- | ------------------------------------------------- | ------------------------------------------------- | ------------------------------------------------- | ------------------------------------------------- |
| Datum                                             | Disziplin                                         | Erster Platz                                      | Zweiter Platz                                     | Dritter Platz                                     |
| 1. Februar 2020                                   | Sprint Freistil                                   | Kamil Bury                                        | Maciej Staręga                                    | Kacper Antolec                                    |
| 2. Februar 2020                                   | 15 km klassisch                                   | Dominik Bury                                      | Mateusz Haratyk                                   | Kamil Bury                                        |

| 4. Slavic-Cup in Štrbské Pleso, 8. bis 9. Februar 2020 | 4. Slavic-Cup in Štrbské Pleso, 8. bis 9. Februar 2020 | 4. Slavic-Cup in Štrbské Pleso, 8. bis 9. Februar 2020 | 4. Slavic-Cup in Štrbské Pleso, 8. bis 9. Februar 2020 | 4. Slavic-Cup in Štrbské Pleso, 8. bis 9. Februar 2020 |
| ------------------------------------------------------ | ------------------------------------------------------ | ------------------------------------------------------ | ------------------------------------------------------ | ------------------------------------------------------ |
| Datum                                                  | Disziplin                                              | Erster Platz                                           | Zweiter Platz                                          | Dritter Platz                                          |
| 8. Februar 2020                                        | 15 km klassisch                                        | Alvar Johannes Alev                                    | Ján Koristek                                           | Mateusz Haratyk                                        |
| 9. Februar 2020                                        | Sprint Freistil                                        | Dominik Bury                                           | Mateusz Haratyk                                        | Ján Koristek                                           |

| 5. Slavic-Cup in Zakopane, 15. und 16. März 2020 | 5. Slavic-Cup in Zakopane, 15. und 16. März 2020 | 5. Slavic-Cup in Zakopane, 15. und 16. März 2020 | 5. Slavic-Cup in Zakopane, 15. und 16. März 2020 | 5. Slavic-Cup in Zakopane, 15. und 16. März 2020 |
| ------------------------------------------------ | ------------------------------------------------ | ------------------------------------------------ | ------------------------------------------------ | ------------------------------------------------ |
| Datum                                            | Disziplin                                        | Erster Platz                                     | Zweiter Platz                                    | Dritter Platz                                    |
| 15. März 2020                                    | Sprint Freistil                                  | Wettkampf abgesagt                               | Wettkampf abgesagt                               | Wettkampf abgesagt                               |
| 16. März 2020                                    | 10 km Freistil                                   | Wettkampf abgesagt                               | Wettkampf abgesagt                               | Wettkampf abgesagt                               |

| 6. Slavic-Cup in Kremnica, 21. bis 22. März 2020 | 6. Slavic-Cup in Kremnica, 21. bis 22. März 2020 | 6. Slavic-Cup in Kremnica, 21. bis 22. März 2020 | 6. Slavic-Cup in Kremnica, 21. bis 22. März 2020 | 6. Slavic-Cup in Kremnica, 21. bis 22. März 2020 |
| ------------------------------------------------ | ------------------------------------------------ | ------------------------------------------------ | ------------------------------------------------ | ------------------------------------------------ |
| Datum                                            | Disziplin                                        | Erster Platz                                     | Zweiter Platz                                    | Dritter Platz                                    |
| 21. März 2020                                    | 10 km klassisch                                  | Wettkampf abgesagt                               | Wettkampf abgesagt                               | Wettkampf abgesagt                               |
| 22. März 2020                                    | 15 km klassisch Massenstart                      | Wettkampf abgesagt                               | Wettkampf abgesagt                               | Wettkampf abgesagt                               |

### Gesamtwertung Männer
| Rang | Name            | Punkte |
| ---- | --------------- | ------ |
| 01.  | Mateusz Haratyk | 410    |
| 02.  | Kacper Antolec  | 251    |
| 03.  | Peter Mlynár    | 230    |
| 04.  | Michal Skowron  | 204    |
| 05.  | Ján Koristek    | 201    |
| 06.  | Dominik Bury    | 200    |
| 07.  | Dawid Damian    | 187    |
| 08.  | Kamil Bury      | 160    |
| 09.  | Luděk Šeller    | 150    |
| 10.  | Paweł Klisz     | 127    |

| Rang | Name                   | Punkte |
| ---- | ---------------------- | ------ |
| 011. | Maciej Staręga         | 125    |
| 012. | Andrej Renda           | 122    |
| 013. | Piotr Sobiczewski      | 117    |
| 014. | Robert Bugara          | 107    |
| 015. | Alvar Johannes Alev    | 100    |
| 015. | Mårten Soleng Skinstad | 100    |
| 017. | Sebastian Bryja        | 88     |
| 018. | Ádám Kónya             | 87     |
| 019. | Jan Antolec            | 86     |
| 020. | Jan Mikus              | 80     |

| Rang | Name                | Punkte |
| ---- | ------------------- | ------ |
| 021. | Krzysztof Małkiński | 78     |
| 022. | Mateusz Chowaniak   | 74     |
| 022. | Martin Skvarenina   | 74     |
| 024. | Bartosz Cielniak    | 69     |
| 025. | Lukasz Gazurek      | 64     |
| 026. | Denis Tilesch       | 60     |
| 027. | Oliver Plachy       | 48     |
| 028. | Artur Bozek         | 47     |
| 029. | Arkadiusz Posiadała | 43     |
| 030. | Edvinas Šimonutis   | 40     |

## Frauen

### Resultate
| 1. Slavic-Cup in Zakopane, 14. bis 15. Dezember 2019 | 1. Slavic-Cup in Zakopane, 14. bis 15. Dezember 2019 | 1. Slavic-Cup in Zakopane, 14. bis 15. Dezember 2019 | 1. Slavic-Cup in Zakopane, 14. bis 15. Dezember 2019 | 1. Slavic-Cup in Zakopane, 14. bis 15. Dezember 2019 |
| ---------------------------------------------------- | ---------------------------------------------------- | ---------------------------------------------------- | ---------------------------------------------------- | ---------------------------------------------------- |
| Datum                                                | Disziplin                                            | Erster Platz                                         | Zweiter Platz                                        | Dritter Platz                                        |
| 14. Dezember 2019                                    | 5 km klassisch                                       | Wettkampf abgesagt                                   | Wettkampf abgesagt                                   | Wettkampf abgesagt                                   |
| 15. Dezember 2019                                    | 10 km Freistil                                       | Wettkampf abgesagt                                   | Wettkampf abgesagt                                   | Wettkampf abgesagt                                   |

| 2. Slavic-Cup in Štrbské Pleso, 28. bis 29. Dezember 2019 | 2. Slavic-Cup in Štrbské Pleso, 28. bis 29. Dezember 2019 | 2. Slavic-Cup in Štrbské Pleso, 28. bis 29. Dezember 2019 | 2. Slavic-Cup in Štrbské Pleso, 28. bis 29. Dezember 2019 | 2. Slavic-Cup in Štrbské Pleso, 28. bis 29. Dezember 2019 |
| --------------------------------------------------------- | --------------------------------------------------------- | --------------------------------------------------------- | --------------------------------------------------------- | --------------------------------------------------------- |
| Datum                                                     | Disziplin                                                 | Erster Platz                                              | Zweiter Platz                                             | Dritter Platz                                             |
| 28. Dezember 2019                                         | Sprint Freistil                                           | Magdalena Kobielusz                                       | Karolina Kaleta                                           | Barbora Klementová                                        |
| 29. Dezember 2019                                         | 5 km klassisch                                            | Magdalena Kobielusz                                       | Karolina Kaleta                                           | Karolina Kukuczka                                         |

| 3. Slavic-Cup in Zakopane, 1. bis 2. Februar 2020 | 3. Slavic-Cup in Zakopane, 1. bis 2. Februar 2020 | 3. Slavic-Cup in Zakopane, 1. bis 2. Februar 2020 | 3. Slavic-Cup in Zakopane, 1. bis 2. Februar 2020 | 3. Slavic-Cup in Zakopane, 1. bis 2. Februar 2020 |
| ------------------------------------------------- | ------------------------------------------------- | ------------------------------------------------- | ------------------------------------------------- | ------------------------------------------------- |
| Datum                                             | Disziplin                                         | Erster Platz                                      | Zweiter Platz                                     | Dritter Platz                                     |
| 1. Februar 2020                                   | Sprint Freistil                                   | Monika Skinder                                    | Izabela Marcisz                                   | Weronika Kaleta                                   |
| 2. Februar 2020                                   | 10 km klassisch                                   | Izabela Marcisz                                   | Monika Skinder                                    | Weronika Kaleta                                   |

| 4. Slavic-Cup in Štrbské Pleso, 8. bis 9. Februar 2020 | 4. Slavic-Cup in Štrbské Pleso, 8. bis 9. Februar 2020 | 4. Slavic-Cup in Štrbské Pleso, 8. bis 9. Februar 2020 | 4. Slavic-Cup in Štrbské Pleso, 8. bis 9. Februar 2020 | 4. Slavic-Cup in Štrbské Pleso, 8. bis 9. Februar 2020 |
| ------------------------------------------------------ | ------------------------------------------------------ | ------------------------------------------------------ | ------------------------------------------------------ | ------------------------------------------------------ |
| Datum                                                  | Disziplin                                              | Erster Platz                                           | Zweiter Platz                                          | Dritter Platz                                          |
| 8. Februar 2020                                        | 10 km klassisch                                        | Magdalena Kobielusz                                    | Kristína Sivoková                                      | Barbora Klementová                                     |
| 9. Februar 2020                                        | Sprint Freistil                                        | Barbora Klementová                                     | Magdalena Kobielusz                                    | Maria Danielova                                        |

| 5. Slavic-Cup in Zakopane, 15. und 16. März 2020 | 5. Slavic-Cup in Zakopane, 15. und 16. März 2020 | 5. Slavic-Cup in Zakopane, 15. und 16. März 2020 | 5. Slavic-Cup in Zakopane, 15. und 16. März 2020 | 5. Slavic-Cup in Zakopane, 15. und 16. März 2020 |
| ------------------------------------------------ | ------------------------------------------------ | ------------------------------------------------ | ------------------------------------------------ | ------------------------------------------------ |
| Datum                                            | Disziplin                                        | Erster Platz                                     | Zweiter Platz                                    | Dritter Platz                                    |
| 15. März 2020                                    | Sprint Freistil                                  | Wettkampf abgesagt                               | Wettkampf abgesagt                               | Wettkampf abgesagt                               |
| 16. März 2020                                    | 10 km Freistil                                   | Wettkampf abgesagt                               | Wettkampf abgesagt                               | Wettkampf abgesagt                               |

| 6. Slavic-Cup in Kremnica, 21. bis 22. März 2020 | 6. Slavic-Cup in Kremnica, 21. bis 22. März 2020 | 6. Slavic-Cup in Kremnica, 21. bis 22. März 2020 | 6. Slavic-Cup in Kremnica, 21. bis 22. März 2020 | 6. Slavic-Cup in Kremnica, 21. bis 22. März 2020 |
| ------------------------------------------------ | ------------------------------------------------ | ------------------------------------------------ | ------------------------------------------------ | ------------------------------------------------ |
| Datum                                            | Disziplin                                        | Erster Platz                                     | Zweiter Platz                                    | Dritter Platz                                    |
| 21. März 2020                                    | 5 km klassisch                                   | Wettkampf abgesagt                               | Wettkampf abgesagt                               | Wettkampf abgesagt                               |
| 22. März 2020                                    | 10 km klassisch Massenstart                      | Wettkampf abgesagt                               | Wettkampf abgesagt                               | Wettkampf abgesagt                               |

### Gesamtwertung Frauen
| Rang | Name                | Punkte |
| ---- | ------------------- | ------ |
| 01.  | Magdalena Kobielusz | 461    |
| 02.  | Barbora Klementová  | 346    |
| 03.  | Karolina Kaleta     | 255    |
| 03.  | Kristína Sivoková   | 255    |
| 05.  | Maria Danielova     | 224    |
| 06.  | Monika Skinder      | 180    |
| 06.  | Izabela Marcisz     | 180    |
| 08.  | Marianna Klementová | 158    |
| 09.  | Karolina Kukuczka   | 154    |
| 10.  | Marcelina Wojtyła   | 147    |

| Rang | Name              | Punkte |
| ---- | ----------------- | ------ |
| 011. | Weronika Kaleta   | 120    |
| 012. | Paulina Chudikova | 119    |
| 013. | Timea Mazurova    | 115    |
| 014. | Hanna Popko       | 76     |
| 015. | Laura Legierska   | 75     |
| 016. | Anna Berezecka    | 70     |
| 017. | Jolanta Byrtus    | 67     |
| 018. | Veronika Bukasova | 57     |
| 019. | Eglė Savickaitė   | 53     |
| 020. | Lucia Repkova     | 51     |

| Rang | Name                   | Punkte |
| ---- | ---------------------- | ------ |
| 021. | Eliza Rucka            | 50     |
| 021. | Petra Repkova          | 50     |
| 023. | Oliwia Buśko           | 49     |
| 024. | Daria Szkurat          | 48     |
| 025. | Barbora Horniakova     | 43     |
| 026. | Kinga Mareczek         | 42     |
| 027. | Zuzanna Fujak          | 38     |
| 027. | Andżelika Szyszka      | 38     |
| 027. | Weronika Jarecka       | 38     |
| 030. | Aleksandra Mikołajczyk | 37     |